# Sambar Server
Sambar Server — мультипротокольный расширяемый сервер приложений, веб-сервер и мультипротокольный proxy-сервер с программируемым API. Сервер поддерживает виртуальные домены с независимыми папками документов и CGI, логов и шаблонов ошибок. Sambar Server писался под Windows и Linux. Сервер запускался как приложение в Windows 9x, а в Windows NT/2000/XP/2003 может быть установлен в качестве службы. Сервер имеет веб-интерфейс администрирования, а также есть встроенный пользовательский интерфейс, содержащий в себе RSS-ленты, веб-почту, календарь, адресную книгу, фотоальбомы, блоги, чат, форум.
Поддержка и развитие проекта прекращены 31 января 2007 года, но сам сервер можно найти и скачать в интернете.

## Краткая история
Sambar Server был впервые выпущен в 1996 году.
3 января 2007 Выпущен Sambar Server версии 7.0 Beta 4, в котором были расширены функции XMPP, ejabberd и Google Talk.
Последняя стабильная версия вышла 14 марта 2007 года — Sambar Server 7.0p.
29 декабря 2007 Тод Самбар объявил о прекращении поддержки и развития Sambar Server. Официальный сайт просуществовал до 2009 года.

## Функции

### Web-сервер
Web-сервер Sambar имеет встроенную поддержку динамического контента. Первым встроенным языком программирования был Sambar Server Scripting Language, позже в сервер была добавлена поддержка ASP с использованием языка CScript для программных вставок. Также можно подключать дополнительные языки программирования, например PHP, Perl или Python.

### Sambar Server Scripting Language
Встроенный декларативный язык программирования Sambar Server, который основан на специальных HTML-тегах, включаемых в HTML-страницу. Формат спецтега: <RCcommand param1>, где command — вызываемая функция сервера, а param1 — один из параметров вызываемой функции. Файлы, содержащие исходный текст Sambar Server Scripting Language, имели расширение *.STM.
Пример STM-скрипта:
```
<
CENTER
>

    
<
TABLE
 
cellpadding
=
5
>

        
<
FORM
 
METHOD
=
POST
 
ACTION
=
"results.stm"
>

            
<
TR
>

                
<
TD
 
align
=
right
><
B
>
Search for: 
</
B
></
TD
>

                
<
TD
 
align
=
left
>

                    
<
INPUT
 
TYPE
=
hidden
 
NAME
=
"indexname"
 
VALUE
=
"<RC@striphtml(RC$indexname)>"
>

                    
<
INPUT
 
TYPE
=
hidden
 
NAME
=
"spage"
 
VALUE
=
"0"
>

                    
<
INPUT
 
NAME
=
"query"
 
SIZE
=
30
 
VALUE
=
"<RC@txt2html(RC$query)>"
 
MAXLENGTH
=
40
>
&nbsp;

                    
<
INPUT
 
TYPE
=
image
 
SRC
=
"/sysimage/system/go.gif"
 
height
=
20
 
width
=
20
 
border
=
0
>

                
</
TD
>

            
</
TR
>

        
</
FORM
>

    
</
TABLE
>

</
CENTER
>

<
P
>

    
<
RCXfind
 
query
=
RC$query
 
indexname
=
RC$indexname
 
fmt
=
fancy
 
spage
=
RC$spage
 
maxrows
=
50
 
highlight
=
red
>

</
P
>

```

### Active Server Pages
Active Server Pages — технология предварительной обработки, позволяющая подключать программные модули во время процесса формирования веб-страницы. Язык программирования, на котором пишутся программные модули для ASP сервера Sambar — Cscript, аналогичный языку C, но имеющий некоторые отличия от него. Заключённые в специальные скобки <% %> программные модули на C-Script вставляются в код HTML-страниц. Модули С-Script могут существовать как отдельными *.C-файлами, которых можно включать в основные ASP-сценарии, так и в качестве непосредственных вставок в HTML-код страницы, которая сохраняется с расширением *.ASP.
Пример ASP-файла с прямым использованием вставок C-Script
```
<html>

    
<head>

        
<title>
Hello
 
World
</title>

    
</head>

    
<body>

        
<%

            
printf
(
"Hello World!"
)
;

        
%>

    
</body>

</html>

```

Пример ASP-файла, использующий включение файлов #include
```
//hello.c

printf
(
"Hello World!"
);

```

```
<!--head.asp-->

<
head
>

    
<
title
>
Hello World
</
title
>

</
head
>

```

```
<!--hello.asp-->

<
html
>

<
%#include "head.asp"%>
    
<
body
>

<
%
    #include "hello.c"
%>
    
</
body
>

</
html
>

```

#### Основные отличия CScript от языка Си
Синтаксис
- Не требуется определение функции main().
- Объявление переменных не обязательное (динамическое). Чтобы определить переменную, достаточно сразу присвоить ей значение. Если переменная не была определена ранее, то она определится автоматически, в зависимости от типа её значения.
- Поддерживаются обработки прерываний try/throw/catch.
- Поддерживается динамическое распределение выделение или перевыделение массива.
- Не поддерживается ключ unsigned.
- Не поддерживается ключ static.
- Не поддерживается определение констант const.
- Макросы не поддерживаются.
- Метки goto не поддерживаются.
- Структуры, объединения, перечисления и макросы не поддерживаются.

Операторы
- Операторы +, <, <=, >, >=, == и != можно использовать и на строках (коннотация и сравнение).
- Оператор [] выполняет автоматическую проверку диапазона.
- Оператор sizeof возвращает количество элементов массива, размер строки или число байт, используемых атомарным значением.
- typeof определяет тип объекта.
- Арифметика с указателями не поддерживается.

Переменные
- Локальные переменные всегда находятся в области действия блока функции. Переменные, используемые внутри составных операторов доступны в их внешней области.
- Все переменные по умолчанию инициализируются нулевым значением.
- Массивы могут увеличиться автоматически, а также могут иметь атрибут «типы» в качестве элементов. Проверки границ массива выполняются всегда.
- Ссылки на объекты непрозрачны и используется только при передаче данных из/во внешний API.

Структуры
- Переключатели (Оператор switch) динамические (могут содержать выражения).
- Заголовочные файлы не поддерживаются. Все основные библиотеки языка Си подключены предварительно, и поэтому вызовы стандартных функций уже доступны непосредственно. Пользовательские библиотеки функций должны включатся в текст программы непосредственно, то есть, через директиву #include <foo.c>.

## Почтовый Сервер
Sambar Server имеет поддержку почтовых протоколов POP3/IMAP4 и SMTP. Имеет антиспам-контроль, поддерживаются списки рассылок. Имеется сборщик почты, который собирает почту с других сервисов и распределяет их по почтовым ящикам пользователей.
Работает только в PRO-версии. Почтовый сервер имеет веб-интерфейс для проверки почты и отправки писем.

## Службы IP-адресов
Sambar Server также имеет встроенные простые DHCP и DNS-сервера для организации небольших локальных сетей.

## Telnet

### Telnet-Прокси
Sambar Server Telnet может использоваться в качестве прокси, что позволяет обмениваться данными между клиентом и удалённым сервером. Используя Telnet-клиент, пользователи могут подключаться к Sambar Server. и в ответ на приглашение telnet>, ввести команду «connect hostname» (Где hostname — имя сервера Telnet, С которым пользователь хочет соединиться).
Telnet прокси — это форма связи между клиентом и удалённым узлом. Следующие команды могут быть использованы на приглашение telnet> до подключения к удалённому серверу:
| Команда                 | Описание |
| ----------------------- | --- |
| help                    | Вывести таблицу помощи в использовании |
| quit                    | Отключится от сервера telnet Прокси/Сервера |
| connect hostname [port] | Подключиться к Telnet-службе сервера hostname. [port] — Указать номер используемого порта службы Telnet удалённого сервера (если порт не указан, то используется порт по умолчанию — порт 23) |
| login                   | Авторизоваться на локальном Telnet-сервере (Необходимы администраторские права) |

### Telnet Server
Sambar Server имеет встроенный очень простой сервер Telnet для работы с консольными приложениями. Используя клиент Telnet, пользователи могут авторизоваться на локальном Telnet-сервере, для чего надо ввести команду login в ответ на приглашение telnet>. После аутентификации с логином и паролем администратора сервера, базовые консольные приложений могут быть выполнены DOS-командой в оболочке.
Пример встроенных команд:
- net start service-name
- ping hostname

Обратите внимание, что большинство из DOS-команд оболочки, такие как dir и del не будут работать во встроенном Telnet-сервере Sambar.
Telnet-сервер выполняет команды непосредственно из Sambar Server, команда cd не должна выполняться, так как можно повлиять на эффективность серверных операций. Для защиты от злоумышленников, только администратор Sambar Server может авторизоваться в Telnet и только с администраторского IP-адреса.

## Планировщик
Sambar Server имеет встроенный планировщик, который в указанное время запускает указанный сценарий, запускает фоновую службу, или приводит в действие встроенную функцию сервера. Задачи могут запускаться как один раз, так и в указанный период повторения.

## Веб-Интерфейс
Sambar Server имеет встроенный многопользовательский веб-интерфейс, который содержит RSS-ленты, Веб-почту, Контакты, Блог, Календарь, Фотографии, Задачи и Чат, И администраторская консоль, которая содержит инструменты управления всеми службами сервера, включая настройки работы основных протоколов, управление пользователями, настройка заданий планировщика, добавление/удаление сборщиков почты, управление виртуальным хостингом, добавление/удаление пользователей, настройки доступа и т. д. Доступ к администраторской консоли разрешается с указанного IP-адреса, который указывается администратором на специальной странице или в файле конфигурации. А также доступ к пользовательскому интерфейсу также может быть ограничена.

## Лицензия
Sambar Server — ПО с закрытым исходным кодом, имел несколько видов лицензий:

### Basic
Это бесплатная версия сервера, которая имела ограниченный набор функций по сравнению с версией Pro.

### Demo
Trial-версия Sambar Server Pro, в которой доступны все её возможности в течение 30 дней.

### Pro
Коммерческая версия сервера, в которой присутствуют дополнительные функции, такие как Почтовый сервер, WebDAV, Диспетчер документов, DNS, SOCKs, IRC, службы трафика и другие усовершенствованные функции.

### Enterprise
Коммерческая версия сервера, ориентированная на предприятия. Не для частных покупателей.